# Crotalaria quibeiensis
Crotalaria quibeiensis là một loài thực vật có hoa trong họ Đậu. Loài này được C.Y.Yang miêu tả khoa học đầu tiên.